# Варанасі (аеропорт)
Міжнародний аеропорт імені Лал Багадура Шастрі (гінді लाल बहादुर शास्त्री हवाई अड्डा) — державний цивільний аеропорт в індійському штаті Уттар-Прадеш, розташований за 18 кілометрів від міста Варанасі. 2005 року аеропорт був названий на честь другого прем'єр-міністра Індії Лал Багадура Шастрі. 2012 року аеропорт отримав статус міжнародного.